# Mauro Tonolini

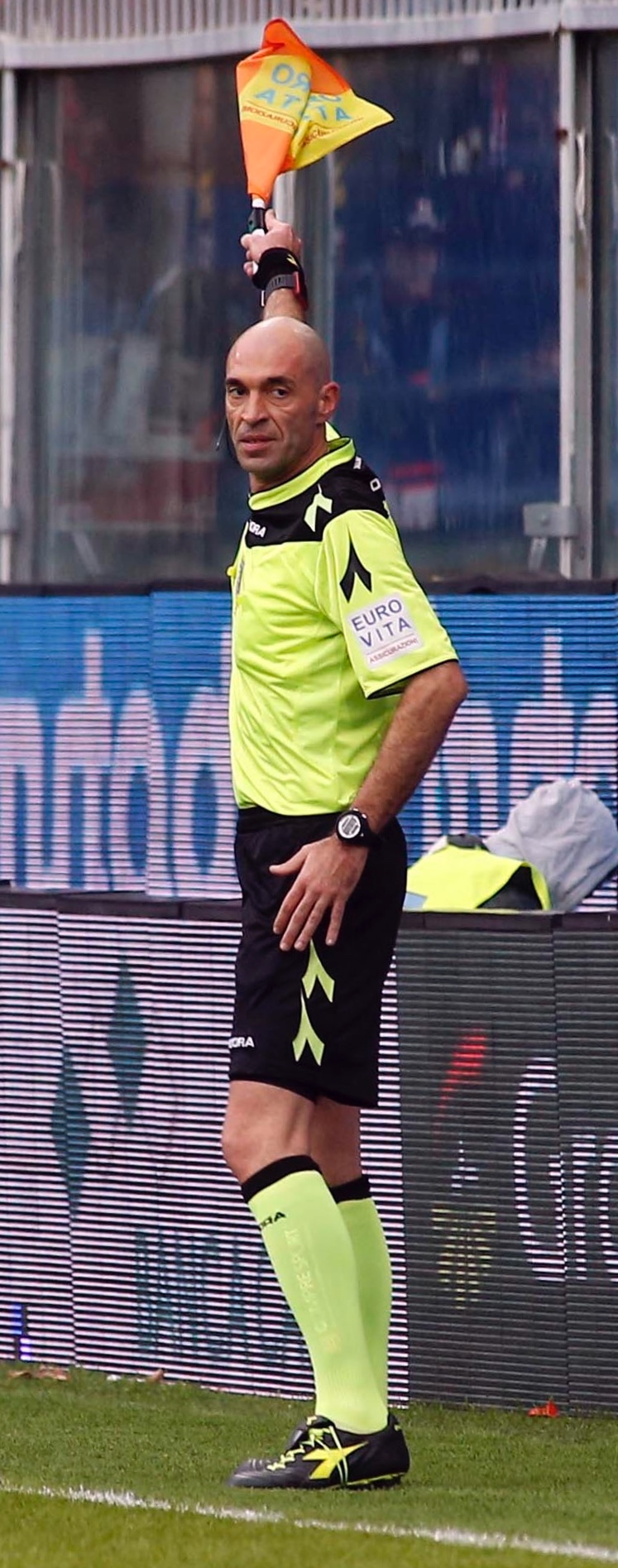
Mauro Tonolini (2015)

Mauro Tonolini (* 30. März 1973) ist ein ehemaliger italienischer Fußballschiedsrichterassistent.
Tonolini war von November 2005 bis Mai 2019 Schiedsrichterassistent in der Serie A. Insgesamt kam er in 215 Partien zum Einsatz. Zudem leitete er von 2007 bis 2018 insgesamt 16 Spiele in der Europa League und 33 Spiele in der Champions League.
Als Schiedsrichterassistent war Tonolini bei vielen internationalen Turnieren im Einsatz, darunter bei der U-20-Weltmeisterschaft 2015 in Neuseeland (als Assistent von Daniele Orsato), bei der Europameisterschaft 2016 in Frankreich (als Assistent von Nicola Rizzoli), beim Konföderationen-Pokal 2017 in Russland und bei der Weltmeisterschaft 2018 in Russland (jeweils als Assistent von Gianluca Rocchi), meist zusammen mit Elenito Di Liberatore.
2019 beendete er seine Karriere.